# دهستان مویز
دهستان مویز یا ( ده مویز )نام دهستانی در بخش مرکزی شهرستان شهریار، استان تهران در ایران است. براساس سرشماری مرکز آمار ایران در سال ۱۳۸۵، جمعیت آن ۶۱۹۹ نفر (۱۴۹۹ خانوار) بوده‌است.  بخش تاریخی این محله نیز تپه ده‌مویز نام دارد 